# Severin Corti
Severin Corti (* 1966 in Ulm) ist ein österreichischer Restaurantkritiker und Journalist.

## Leben und Werk
Severin Corti ist der Sohn von Cecily und Axel Corti. Er war Koch und schreibt seit 2005 in der Tageszeitung Der Standard die Restaurantkritik. Corti studierte Philosophie und Ethnologie  an der Universität Wien (ohne Abschluss) und arbeitete als Werbetexter, bevor er Journalist wurde. Nach jeweils einem Jahr bei der Kronen Zeitung und der Zeitschrift News wurde er Redakteur beim Kurier und in der Folge dessen langjähriger London-Korrespondent. Beim Standard war er bis 2015 angestellt, schrieb über sechs Jahre das montägliche „Einser-Kastl“ auf der Titelseite. Heute ist Corti selbstständig. Neben dem Journalismus erarbeitet er Konzepte für die österreichische und internationale Hotellerie und Gastronomie.

## Schriften
- Mitarbeit an Sylvia M. Sedlnitzky (Hrsg.): Der Geschmack der Heimat. Die traditionellsten Familienrezepte Österreichs. Österreichischer Agrarverlag, Wien 2008, ISBN 978-3-7040-2291-2.
- (Hrsg.): Slow Food. Gasthäuser in Österreich 2012. Brandstätter, Wien 2011, ISBN 978-3-85033-583-6.
- (Hrsg.): Slow Food. Gasthäuser in Österreich, Südtirol und Slowenien 2013. Brandstätter, Wien 2011, ISBN 978-3-85033-678-9.
- mit Georges Desrues (Hrsg.): Slow Food 2015. Über 350 Gasthäuser in Österreich, Südtirol und Slowenien. Echomedia, Wien 2014, ISBN 978-3-902900-75-3.
- mit Georges Desrues (Hrsg.): Slow Food 2016. Über 350 Gasthäuser in Österreich, Südtirol und Slowenien. Echomedia, Wien 2015, ISBN 978-3-902900-94-4.
- mit Georges Desrues (Hrsg.): Slow Food 2017. Über 350 Gasthäuser in Österreich, Südtirol und Slowenien. Echomedia, Wien 2016, ISBN 978-3-903113-07-7.
- mit Georges Desrues (Hrsg.): Unsere liebsten Wirtshäuser Österreich & Südtirol 2019. 350 ausgewählte Gasthäuser in Österreich & Südtirol. Servus, Elsbethen 2018, ISBN 978-3-7104-0185-5.
- mit Florian Weitzer: The Wiener Schnitzel Love Book! Brandstätter, Wien 2020, ISBN 978-3-7106-0458-4.